# 云雀短带鳚
云雀短带鳚（学名：Plagiotremus laudandus），又稱勞旦橫口鳚，是輻鰭魚綱鳚形目鳚科短带鳚属一种，分布西太平洋菲律賓與琉球群島到吉伯特群島、新喀里多尼亞、美屬薩摩亞,北至伊豆島, 南至豪勳爵島海域。本种由澳大利亚学者吉尔伯特·珀西·惠特利于1961年描述发表，深度0至30公尺，本魚體長形，口下位，無觸鬚，色彩多變, 通常為灰色及藍色，身體後面的部分時常較灰白或黃色，背鰭連續無缺刻，背鰭、臀鰭和尾柄相連，背鰭硬棘7-10枚、背鰭軟條27-30枚、臀鰭硬棘2枚、臀鰭軟條22-24枚，體長可達8公分，棲息在沿海潟湖或臨海礁石湧浪區，會擬態稀棘䲁(Meiacanthus atrodorsalis)，會伺機從其他魚類咬下身上的皮膚和黏液腺，甚至是鱗片。